# Verrückt nach Barry
Verrückt nach Barry (Originaltitel: Someone Marry Barry) ist eine US-amerikanische Filmkomödie von Regisseur Rob Pearlstein aus dem Jahr 2014. In den Hauptrollen sind Tyler Labine, Lucy Punch, Damon Wayans, Jr., Hayes MacArthur und Thomas Middleditch zu sehen.

## Handlung
Barry, Desmond, Rafe und Kurt sind schon seit ihrer Kindheit befreundet. Allerdings wird die Freundschaft der inzwischen Erwachsenen mehr und mehr auf die Probe gestellt, da der herzensgute und unbekümmerte Barry keinerlei Schamgefühl zu haben scheint und von einem Fettnäpfchen ins nächste tritt. So plaudert er bei der Beerdigung von Rafes Vater intime Details aus ihrer Jugend sowie die zahlreichen Seitensprünge des Verstorbenen aus. Desmonds Chef gegenüber macht er anzügliche Witze über dessen Tochter, wodurch Desmond seinen Job verliert. Als Barry schließlich mit einer weiteren Peinlichkeit dafür sorgt, dass die von Kurt geplante Verlobung mit Camille platzt und sie ihm den Laufpass gibt, sehen die drei Geplagten nur einen Ausweg: der anhängliche Barry soll endlich eine Freundin haben, die ihn ablenkt und so von ihnen fernhält. Dies erweist sich zunächst als schwierig, denn Barry schafft es mit seinem losen Mundwerk, bei jedem der organisierten Dates die Frauen innerhalb kürzester Zeit zu vertreiben. Schließlich trifft er durch Zufall Melanie, die ähnlich unbekümmert und offenherzig ist und daher dieselben Probleme bei der Partnersuche hat. Die beiden Seelenverwandten verlieben sich und werden ein Paar.
Barrys Freunde organisieren ein gemeinsames Wochenende in Kurts Wochenendhaus auf dem Land, um Melanie kennenzulernen. Schon während der Fahrt im Van zeichnet sich ab, dass auch Melanie zielsicher in jedes sich bietende Fettnäpfchen tritt. Als abends Barry bei der geplanten Liebesnacht mit Melanie das Wochenendhaus durch Kerzen im Bett in Flammen aufgehen lässt, platzt den drei Freunden der Kragen. Sie sagen Barry und Melanie ihre unverblümte Meinung und schließen sie aus dem Freundeskreis aus. Barry ist bestürzt und trennt sich von Melanie, da er ihr die Schuld dafür gibt.
Während Barry in eine Depression fällt, kommen Desmond und seine Frau Rachel sich wieder näher und er kümmert sich um einen neuen Job. Der alleinerziehende Rafe hat wieder mehr Zeit für seinen Sohn, und Kurt versöhnt sich erst mit Camille, trennt sich dann aber endgültig von ihr, da er erkannt hat, dass Barry mit seinen abwertenden Bemerkungen über sie Recht hatte. Dennoch merken die drei Freunde, dass Barry ihnen fehlt. Sie sprechen sich mit ihm aus und erneuern ihre Freundschaft. Schließlich gesteht Barry Melanie seine Liebe und macht ihr einen Heiratsantrag, den sie annimmt. Der Film endet mit der Hochzeit von Barry und Melanie.

## Rezeption
Das Filmmagazin Cinema meinte, „wer deftige Gags mit hohem Fremdschämfaktor“ mag, der werde „an der Zotenparade mit Tyler Labine viel Spaß haben“. Das Lexikon des internationalen Films nannte Verrückt nach Barry eine „Komödie der Peinlichkeiten und rüden Scherze, die im Verlauf immer braver und konventioneller wird. Fehlender Sinn für Timing und die stereotypen Figuren geben dem Film den Rest.“